# Martin Tychsen
Martin Tychsen (ur. 23 stycznia 1959 w Osterode am Harz) – niemiecki wokalista, kompozytor i producent. Członek, a zarazem główny wokalista popularnej w latach 80. grupy Silent Circle.